# Mario Salieri
Mario Salieri (Nàpols, 29 de novembre de 1957) és un dels directors més destacats del cinema pornogràfic europeu i italià. Destaca per una cuidada posada en escena, una il·luminació molt treballada i una escenografia acurada, a més d'uns guions amb un argument elaborat.
Va començar la seua carrera en el món de la pornografia com a venedor de cintes semi-clandestí, ja que la legislació italiana era molt difusa. Posteriorment va obrir un sex-shop a Praga, on rodaria les primeres pel·lícules amateur. Amb la creació de 999 Black and Blue, a principis dels anys 90, es convertiria en un dels primers productors i distribuïdors de porno a Itàlia. Als seus primers films va destacar per l'actualitat i originalitat dels seus guions, buscant també una ambientació recognoscible per al públic italià, que s'identificaria amb les seues pel·lícules. A les seues primeres produccions destacarien artistes com Magdalena Lynn, qui es retiraria poc després i es casaria amb Mario Salieri, i un debutant Rocco Siffredi. L'èxit dels seus treballs primigenis li permetria disposar de millors pressupostos i estreles internacionals, sovint provinents de països de l'est d'Europa com Hongria.